# 西条インターチェンジ
西条インターチェンジ（さいじょうインターチェンジ）は、広島県東広島市西条町吉行の、山陽自動車道上にあるインターチェンジ。
広島県警察高速道路交通警察隊西条分駐隊が併設されている。
東広島市の周辺部や同市西条町への最寄りインターとなっているため、多くの車が利用する。

## 歴史
- 1988年（昭和63年）7月27日：西条IC - 志和IC間開通に伴い、供用開始[1]。
- 1990年（平成2年）11月30日：河内IC - 西条IC間開通[1]。

## 周辺
- 広島大学
- 近畿大学工学部

## 接続する道路
- 国道375号（御薗宇バイパス）
- 広島県道59号東広島本郷忠海線

## 料金所
- ブース数：5

### 入口
- ブース数：2
  - ETC専用：1
  - ETC/一般：1

### 出口
- ブース数：3
  - ETC専用：2
  - 一般：1

## 隣
E2 山陽自動車道
(25-1)高屋JCT/IC - (26)西条IC - 八本松SIC（事業中） - (27)志和IC